# Mega-CD
Mega-CD（多簡稱為MCD、SCD）是日本電子遊戲發行商世嘉於1991年12月在日本、1992年10月在北美、1993年4月在歐洲發行的家用遊戲機硬體，是世嘉於1988年發售的16位元家用遊戲機Mega Drive/Sega Genesis的外接配件之一。
Mega-CD以光碟為儲存媒介。光碟的儲存空間較當時大多數家用遊戲機所使用的卡帶大上許多，甚至可包含全動態影像，最著名的例子為1992年於北美發售的《午夜陷阱》。
儘管有著《露娜 永恆之藍》、《音速小子CD》等優質遊戲，不過大部分的Mega-CD遊戲陣容不是原有Mega Drive/Sega Genesis遊戲的移植版本，就是品質普遍不佳的全動態影像風格遊戲，使得主機銷量一直不見起色。1996年，世嘉決定轉移研發資源至其次世代主機世嘉土星，並正式將Mega-CD停產。Mega-CD在其生命週期中僅售出了224萬部，以商業角度而言是失敗的。

## 歷史

### 背景
Mega Drive（在北美地區稱為Sega Genesis）於1988年發售，銷售量達3075萬部，是世嘉歷年來最成功的主機。1990年，時任日本世嘉總裁兼執行長中山隼雄提拔湯姆·卡林斯基為美國世嘉總裁兼執行長。卡林斯基提出了四點計畫，以提升主機銷量：降低主機價格、加強廣告宣傳、美國在地化及將《音速小子》同捆主機銷售。日本世嘉高層起初否決此計畫，但中山隼雄認為計畫可行，並表示：「你是美國世嘉的總裁兼執行長，所以想做什麼就去做吧。」結果計畫奏效，《音速小子》叫好叫座，使主機在北美的銷售量甚至一度領先競爭對手超級任天堂。

### 開發
1990年代初期，光碟CD-ROM儲存技術迅速发展，已達到可以儲存一定大小音乐和游戏之程度。1988年，日本電氣在為其家用遊戲機PC Engine推出之配件CD-ROM²中，首次將CD-ROM作為電子遊戲儲存媒介實用化，在首發六個月內銷量即達8萬部。同年，任天堂首次公布與索尼的合作計劃，預計為超級任天堂開發全新的CD-ROM配件；1991年，家用電腦硬體龍頭康懋達國際也跟隨趨勢推出其CD-ROM家用遊戲機康懋達CDTV。同年底，飛利浦的CD-ROM家用遊戲機CD-i發售。
在Mega Drive發售不久後，日本世嘉即開始預備研發主機專用的CD-ROM配件，並將計劃交由世嘉消費產品研究開發實驗室的高見富夫所領導的開發小組負責。Mega-CD原先將設計為擁有與CD-ROM²相同等級的硬體規格，並將隨機存取記憶體（RAM）容量擴充達兩倍之多；同時預定售價也將較與日本電氣即將推出的PC Engine配件SUPER CD-ROM²便宜，約20000日圓上下。但在研發過程中後期，開發小組突然決定為主機加入街機等級的硬體縮放及旋轉機能，因此需要加入專用的數位訊號處理器（DSP）；由於此決議過晚下達，因而耽誤了主機的研發時程，並造成硬體成本上升。另外，開發小組在測試後發現，Mega Drive內建的摩托羅拉68000中央處理器無法單獨負擔Mega-CD的圖形運算工作，因此決定在配件本體中也加入一顆摩托羅拉68000處理器。此外不斷有消息指稱，日本電氣預定為SUPER CD-ROM²推出記憶體擴充包，使其記憶體總容量增加至4Mbit（0.5MB）；世嘉如臨大敵，急忙指示開發小組將Mega-CD之記憶體容量自原先的1Mbit擴充至6Mbit（0.75MB），以與SUPER CD-ROM²抗衡。此項更動成為Mega-CD開發過程中最艱鉅的開發任務之一，因為這代表開發小組必須利用僅有的兩顆時脈不高的中央處理器（主機本身及配件中各一顆）搭配前所未有的高容量記憶體協調運作。在諸多硬體上的更動之後，開發過程末期Mega-CD之硬體成本已達到49300日圓，是原本估計值的2.5倍之多。世嘉在進行Mega-CD硬體架構研發的同時，也與日本勝利及華納通訊合作設計Mega-CD的專用CD+G光碟機。
在Mega-CD的開發過程中，日本世嘉一直沒有知會美國世嘉任何關於Mega-CD的資訊。當美國世嘉得知Mega-CD正在研發的消息時，已是主機即將完成研發的1991年了。據時任美國世嘉執行製作人邁克爾·萊瑟姆（Michael Latham）表示：「當你為一家國際化企業工作時，總會有一些需要協調的事情不如人意。他們（日本世嘉）拒絕提供我們（美國世嘉）任何可以運作的SEGA CD（美版Mega-CD）機體，只給我們無法使用的模型；因為他們擔心如果給了我們可運作的版本，我們不但會試圖更改主機設計，還可能將主機外流給媒體及大眾。這讓我們感覺不受信任，著實令人沮喪。」雖然日本世嘉拒絕提供可以運作的原型主機，不過萊瑟姆及美國世嘉授權管理部門副總裁豐田忍仍使用了自各處收集的瑣碎零件，共同組裝了一片勉強堪用的Mega-CD主機板，並裝入日本世嘉提供的主機模型以供測試；更讓美國世嘉人員頭痛的是主機的硬體規格。「Mega-CD竟然不使用正統的CD-ROM光碟機，而是使用廉價、消費級的影音用光碟機改裝湊數。」美國世嘉資深製作人斯卡特·貝利斯（Scot Bayless）表示，「我們的品質維護小組因而面臨了嚴重的問題。能讓我說出『嚴重』這個字，代表事情已經到了『真的非常嚴重，嚴重到噴火』的程度了。我們全天候的工作，努力找出主機到底存在那些問題。」貝利斯並補充說明，他們發現由於Mega-CD配備的光碟機讀取速度不如預期，使遊戲載入耗費的時間增加。
1991年6月1日，世嘉於東京國際玩具展上首次公開Mega-CD相關資訊。

### 發售
1991年12月12日，Mega-CD於日本首發，售價為49800日圓。

## 硬件规格

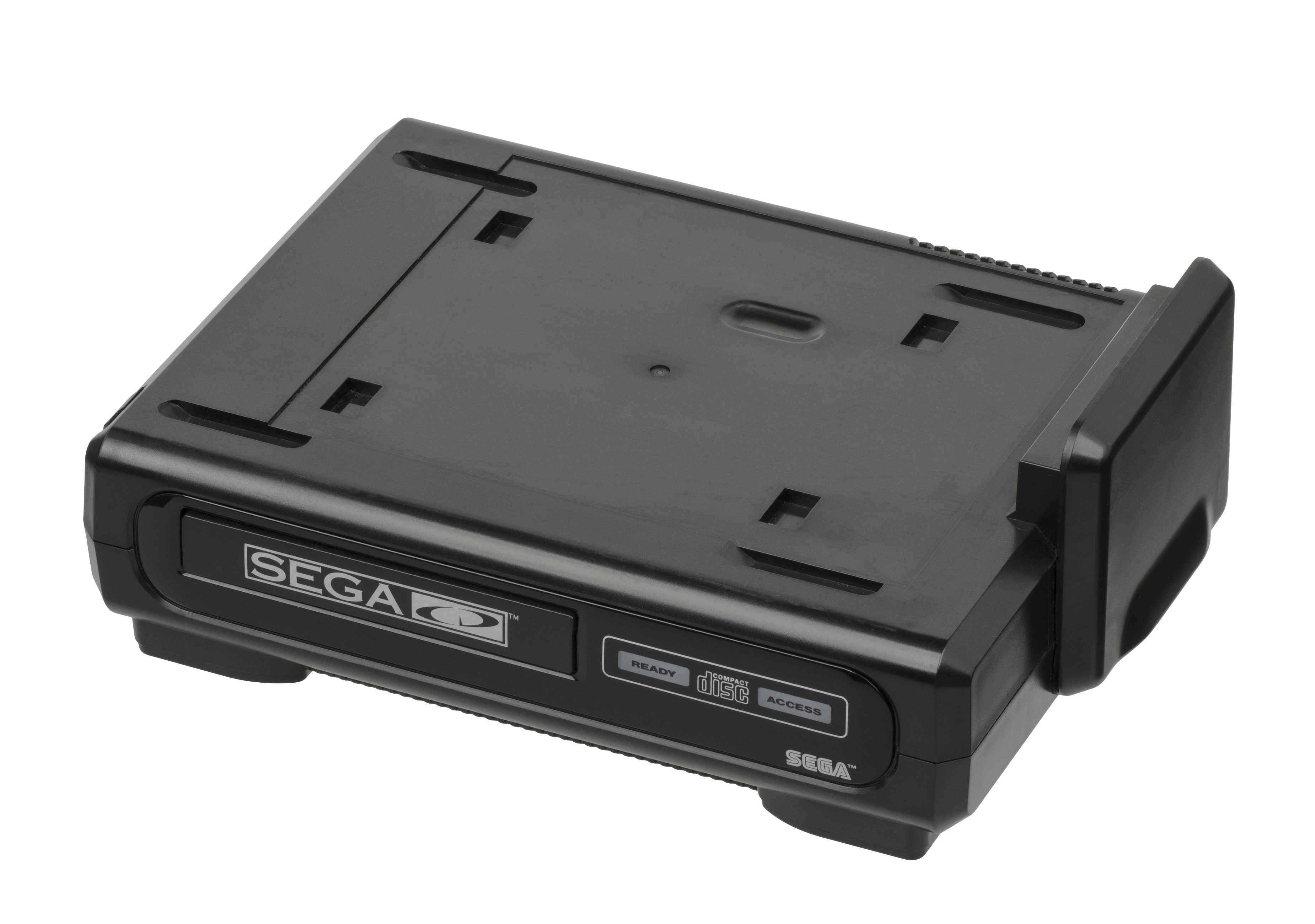
美版Mega-CD（即Sega CD）初始機型
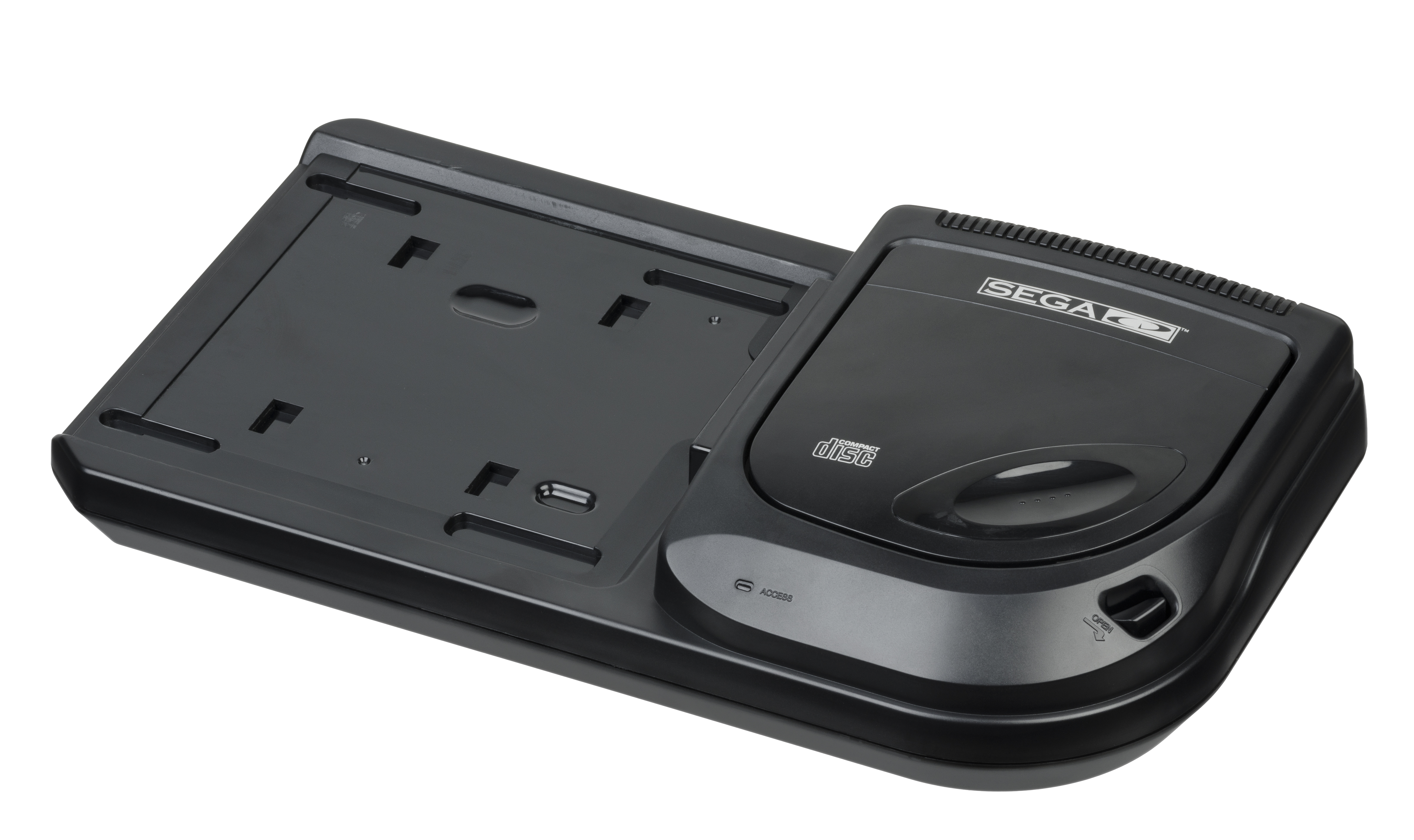
美版Mega-CD（即Sega CD）第二版本初始機型

Mega-CD通过世嘉Mega Drive主机上的扩展插槽与之相连，且需要向Mega-CD提供独立电源供应。Mega-CD除了可以运行自己的CD-ROM格式的游戏库之外，也可以播放普通CD光盘和卡拉OK CD+G光盘，此外还能与32X一起使用，同时利用两个附属设备运行32位游戏。Mega-CD的第二种机型（也称为Mega-CD 2）包括一个钢制接合板（需要将其旋紧于Mega Drive主机的底部）和一个扩展垫片。
Mega-CD的主CPU是16位摩托罗拉68000（时钟频率12.5MHz），比Mega Drive快5MHz。
Mega-CD包含1Mbit的引导ROM，此ROM獲分配给CD游戏BIOS、CD播放器软件以及CD+G光盘的兼容特性。此外，Mega-CD还拥有6Mbit的RAM（用于程序、图像和声音数据）、512Kbit的PCM波形内存、128Kbit的CD-ROM数据缓冲内存以及64Kbit的备份内存。用户也可以另行购买1Mbit的备份RAM卡带。
Mega-CD的音效由理光RF5C164芯片提供，内置两个RCA端子，能够让Mega-CD输出区别于Mega Drive的立体声。如果要把Mega Drive的立体声声效与Mega-CD的立体声声效结合，需要在Mega Drive主机的耳机插孔和Mega-CD背面的输入插孔之间连接电缆，Mega Drive的次种机型无需电缆即可结合。
Mega-CD虽然拥有更快的处理器，但其主要目的是扩展游戏大小。当时Mega DriveROM卡带包含8至16Mbit的数据，而一张光盘可以容纳多达640MB的数据，是ROM卡带容量的320倍。CD的庞大容量能够让Mega-CD运行包含全动态影像（FMV）的游戏。

## 游戏
在Mega-CD上有超过200款游戏。

## 评价
在平台将要发行之时，《电子游戏月刊》授予Mega-CD1992年度最佳新款外围设备。